# Distrito de Vesoul
El distrito de Vesoul es un distrito (en francés arrondissement) de Francia, que se localiza en el departamento de Alto Saona (en francés Haute-Saône), de la región de Franco Condado. Cuenta con 19 cantones y 351 comunas.

## División territorial

### Cantones
Los cantones del distrito de Vesoul son:
1. Cantón de Amance
2. Cantón de Autrey-lès-Gray
3. Cantón de Champlitte
4. Cantón de Combeaufontaine
5. Cantón de Dampierre-sur-Salon
6. Cantón de Fresne-Saint-Mamès
7. Cantón de Gray
8. Cantón de Gy
9. Cantón de Jussey
10. Cantón de Marnay
11. Cantón de Montbozon
12. Cantón de Noroy-le-Bourg
13. Cantón de Pesmes
14. Cantón de Port-sur-Saône
15. Cantón de Rioz
16. Cantón de Scey-sur-Saône-et-Saint-Albin
17. Cantón de Vesoul-Este
18. Cantón de Vesoul-Oeste
19. Cantón de Vitrey-sur-Mance

### Comunas
| 1. Aboncourt-Gesincourt (70002)                  | 2. Achey (70003)                         | 3. Aisey-et-Richecourt (70009)                        | 4. Amance (70012)                                       |
| 5. Amoncourt (70015)                             | 6. Anchenoncourt-et-Chazel (70017)       | 7. Ancier (70018)                                     | 8. Andelarre (70019)                                    |
| 9. Andelarrot (70020)                            | 10. Angirey (70022)                      | 11. Apremont (70024)                                  | 12. Arbecey (70025)                                     |
| 13. Arc-lès-Gray (70026)                         | 14. Argillières (70027)                  | 15. Aroz (70028)                                      | 16. Arsans (70030)                                      |
| 17. Attricourt (70032)                           | 18. Augicourt (70035)                    | 19. Aulx-lès-Cromary (70036)                          | 20. Autet (70037)                                       |
| 21. Authoison (70038)                            | 22. Autoreille (70039)                   | 23. Autrey-lès-Cerre (70040)                          | 24. Autrey-lès-Gray (70041)                             |
| 25. Auvet-et-la-Chapelotte (70043)               | 26. Auxon (70044)                        | 27. Avrigney-Virey (70045)                            | 28. Baignes (70047)                                     |
| 29. Bard-lès-Pesmes (70048)                      | 30. Barges (70049)                       | 31. La Barre (70050)                                  | 32. La Basse-Vaivre (70051)                             |
| 33. Battrans (70054)                             | 34. Baulay (70056)                       | 35. Bay (70057)                                       | 36. Beaujeu-Saint-Vallier-Pierrejux-et-Quitteur (70058) |
| 37. Beaumotte-Aubertans (70059)                  | 38. Beaumotte-lès-Pin (70060)            | 39. Besnans (70065)                                   | 40. Betaucourt (70066)                                  |
| 41. Betoncourt-sur-Mance (70070)                 | 42. Blondefontaine (70074)               | 43. Bonboillon (70075)                                | 44. Bonnevent-Velloreille (70076)                       |
| 45. Borey (70077)                                | 46. Bougey (70078)                       | 47. Bougnon (70079)                                   | 48. Bouhans-et-Feurg (70080)                            |
| 49. Bouhans-lès-Montbozon (70082)                | 50. Boulot (70084)                       | 51. Boult (70085)                                     | 52. Bourbévelle (70086)                                 |
| 53. Bourguignon-lès-Morey (70089)                | 54. Bourguignon-lès-la-Charité (70088)   | 55. Boursières (70090)                                | 56. Bousseraucourt (70091)                              |
| 57. Bresilley (70092)                            | 58. Breurey-lès-Faverney (70095)         | 59. Brotte-lès-Ray (70099)                            | 60. Broye-Aubigney-Montseugny (70101)                   |
| 61. Broye-les-Loups-et-Verfontaine (70100)       | 62. Brussey (70102)                      | 63. Bucey-lès-Gy (70104)                              | 64. Bucey-lès-Traves (70105)                            |
| 65. Buffignécourt (70106)                        | 66. Bussières (70107)                    | 67. Buthiers (70109)                                  | 68. Les Bâties (70053)                                  |
| 69. Calmoutier (70111)                           | 70. Cemboing (70112)                     | 71. Cenans (70113)                                    | 72. Cendrecourt (70114)                                 |
| 73. Cerre-lès-Noroy (70115)                      | 74. Chambornay-lès-Bellevaux (70118)     | 75. Chambornay-lès-Pin (70119)                        | 76. Champlitte (70122)                                  |
| 77. Champtonnay (70124)                          | 78. Champvans (70125)                    | 79. Chancey (70126)                                   | 80. Chantes (70127)                                     |
| 81. La Chapelle-Saint-Quillain (70129)           | 82. Charcenne (70130)                    | 83. Chargey-lès-Gray (70132)                          | 84. Chargey-lès-Port (70133)                            |
| 85. Chariez (70134)                              | 86. Charmes-Saint-Valbert (70135)        | 87.Charmoille (70136)                                 | 88. Chassey-lès-Montbozon (70137)                       |
| 89. Chassey-lès-Scey (70138)                     | 90. Chaumercenne (70142)                 | 91. Chauvirey-le-Châtel (70143)                       | 92. Chauvirey-le-Vieil (70144)                          |
| 93. Chaux-la-Lotière (70145)                     | 94. Chaux-lès-Port (70146)               | 95. Chemilly (70148)                                  | 96. Chenevrey-et-Morogne (70150)                        |
| 97. Chevigney (70151)                            | 98. Choye (70152)                        | 99. Cintrey (70153)                                   | 100. Cirey (70154)                                      |
| 101. Citey (70156)                               | 102. Clans (70158)                       | 103. Cognières (70159)                                | 104. Colombe-lès-Vesoul (70162)                         |
| 105. Colombier (70163)                           | 106. Colombotte (70164)                  | 107. Combeaufontaine (70165)                          | 108. Comberjon (70166)                                  |
| 109. Conflandey (70167)                          | 110. Confracourt (70169)                 | 111. Contréglise (70170)                              | 112. Cordonnet (70174)                                  |
| 113. Cornot (70175)                              | 114. Corre (70177)                       | 115. Coulevon (70179)                                 | 116. Courcuire (70181)                                  |
| 117. Courtesoult-et-Gatey (70183)                | 118. Cresancey (70185)                   | 119. Cromary (70189)                                  | 120. Cugney (70192)                                     |
| 121. Cult (70193)                                | 122. Dampierre-sur-Linotte (70197)       | 123. Dampierre-sur-Salon (70198)                      | 124. Dampvalley-lès-Colombe (70199)                     |
| 125. Delain (70201)                              | 126. Demangevelle (70202)                | 127. La Demie (70203)                                 | 128. Denèvre (70204)                                    |
| 129. Esmoulins (70218)                           | 130. Esprels (70219)                     | 131. Essertenne-et-Cecey (70220)                      | 132. Fahy-lès-Autrey (70225)                            |
| 133. Faverney (70228)                            | 134. Ferrières-lès-Ray (70231)           | 135. Ferrières-lès-Scey (70232)                       | 136. Filain (70234)                                     |
| 137. Flagy (70235)                               | 138. Fleurey-lès-Faverney (70236)        | 139. Fleurey-lès-Lavoncourt (70237)                   | 140. Fondremand (70239)                                 |
| 141. Fontenois-lès-Montbozon (70243)             | 142. Fouchécourt (70244)                 | 143. Fouvent-Saint-Andoche (70247)                    | 144. Framont (70252)                                    |
| 145. Francourt (70251)                           | 146. Frasne-le-Château (70253)           | 147. Fresne-Saint-Mamès (70255)                       | 148. Fretigney-et-Velloreille (70257)                   |
| 149. Frotey-lès-Vesoul (70261)                   | 150. Fédry (70230)                       | 151. Germigney (70265)                                | 152. Gevigney-et-Mercey (70267)                         |
| 153. Gourgeon (70272)                            | 154. La Grande-Résie (70443)             | 155. Grandecourt (70274)                              | 156. Grandvelle-et-le-Perrenot (70275)                  |
| 157. Grattery (70278)                            | 158. Gray (70279)                        | 159. Gray-la-Ville (70280)                            | 160. Greucourt (70281)                                  |
| 161. Gy (70282)                                  | 162. Gézier-et-Fontenelay (70268)        | 163. Hugier (70286)                                   | 164. Hyet (70288)                                       |
| 165. Igny (70289)                                | 166. Jonvelle (70291)                    | 167. Jussey (70292)                                   | 168. Lambrey (70293)                                    |
| 169. Larians-et-Munans (70296)                   | 170. Larret (70297)                      | 171. Lavigney (70298)                                 | 172. Lavoncourt (70299)                                 |
| 173. Lieffrans (70301)                           | 174. Lieucourt (70302)                   | 175. Liévans (70303)                                  | 176. Loeuilley (70305)                                  |
| 177. Loulans-Verchamp (70309)                    | 178. Le Magnoray (70316)                 | 179. Magny-lès-Jussey (70320)                         | 180. Mailley-et-Chazelot (70324)                        |
| 181. Maizières (70325)                           | 182. La Malachère (70326)                | 183. Malans (70327)                                   | 184. Malvillers (70329)                                 |
| 185. Mantoche (70331)                            | 186. Marnay (70334)                      | 187. Maussans (70335)                                 | 188. Melin (70337)                                      |
| 189. Membrey (70340)                             | 190. Menoux (70341)                      | 191. Mercey-sur-Saône (70342)                         | 192. Mersuay (70343)                                    |
| 193. Molay (70350)                               | 194. Mont-Saint-Léger (70369)            | 195. Mont-le-Vernois (70367)                          | 196. Montagney (70353)                                  |
| 197. Montarlot-lès-Rioz (70355)                  | 198. Montboillon (70356)                 | 199. Montbozon (70357)                                | 200. Montcey (70358)                                    |
| 201. Montcourt (70359)                           | 202. Montigny-lès-Cherlieu (70362)       | 203. Montigny-lès-Vesoul (70363)                      | 204. Montjustin-et-Velotte (70364)                      |
| 205. Montot (70368)                              | 206. Montureux-et-Prantigny (70371)      | 207. Montureux-lès-Baulay (70372)                     | 208. Motey-Besuche (70374)                              |
| 209. Motey-sur-Saône (70375)                     | 210. Nantilly (70376)                    | 211. Navenne (70378)                                  | 212. Neurey-lès-la-Demie (70381)                        |
| 213. Neuvelle-lès-Cromary (70383)                | 214. La Neuvelle-lès-Scey (70386)        | 215. Neuvelle-lès-la-Charité (70384)                  | 216. Noidans-le-Ferroux (70387)                         |
| 217. Noidans-lès-Vesoul (70388)                  | 218. Noiron (70389)                      | 219. Noroy-le-Bourg (70390)                           | 220. Oigney (70392)                                     |
| 221. Oiselay-et-Grachaux (70393)                 | 222. Onay (70394)                        | 223. Ormenans (70397)                                 | 224. Ormoy (70399)                                      |
| 225. Ouge (70400)                                | 226. Ovanches (70401)                    | 227. Oyrières (70402)                                 | 228. Passavant-la-Rochère (70404)                       |
| 229. Pennesières (70405)                         | 230. Percey-le-Grand (70406)             | 231. Perrouse (70407)                                 | 232. Pesmes (70408)                                     |
| 233. Pierrecourt (70409)                         | 234. Pin (70410)                         | 235. Polaincourt-et-Clairefontaine (70415)            | 236. Le Pont-de-Planches (70418)                        |
| 237. Pontcey (70417)                             | 238. Port-sur-Saône (70421)              | 239. Poyans (70422)                                   | 240. Preigney (70423)                                   |
| 241. Provenchère (70426)                         | 242. Purgerot (70427)                    | 243. Pusey (70428)                                    | 244. Pusy-et-Épenoux (70429)                            |
| 245. La Quarte (70430)                           | 246. Quenoche (70431)                    | 247. Quicey (70433)                                   | 248. Raincourt (70436)                                  |
| 249. Ranzevelle (70437)                          | 250. Ray-sur-Saône (70438)               | 251. Raze (70439)                                     | 252. Recologne (70440)                                  |
| 253. Recologne-lès-Rioz (70441)                  | 254. Renaucourt (70442)                  | 255. Rigny (70446)                                    | 256. Rioz (70447)                                       |
| 257. La Roche-Morey (70373)                      | 258. Roche-et-Raucourt (70448)           | 259. Roche-sur-Linotte-et-Sorans-les-Cordiers (70449) | 260. La Rochelle (70450)                                |
| 261. Rosey (70452)                               | 262. Rosières-sur-Mance (70454)          | 263. Ruhans (70456)                                   | 264. Rupt-sur-Saône (70457)                             |
| 265. La Résie-Saint-Martin (70444)               | 266. Saint-Broing (70461)                | 267. Saint-Gand (70463)                               | 268. Saint-Loup-Nantouard (70466)                       |
| 269. Saint-Marcel (70468)                        | 270. Saint-Rémy (70472)                  | 271. Sainte-Reine (70471)                             | 272. Saponcourt (70476)                                 |
| 273. Sauvigney-lès-Gray (70479)                  | 274. Sauvigney-lès-Pesmes (70480)        | 275. Savoyeux (70481)                                 | 276. Scey-sur-Saône-et-Saint-Albin (70482)              |
| 277. Scye (70483)                                | 278. Semmadon (70486)                    | 279. Senoncourt (70488)                               | 280. Seveux (70491)                                     |
| 281. Soing-Cubry-Charentenay (70492)             | 282. Sorans-lès-Breurey (70493)          | 283. Sornay (70494)                                   | 284. Tartécourt (70496)                                 |
| 285. Theuley (70499)                             | 286. Thieffrans (70500)                  | 287. Thiénans (70501)                                 | 288. Tincey-et-Pontrebeau (70502)                       |
| 289. Traitiéfontaine (70503)                     | 290. Traves (70504)                      | 291. Le Tremblois (70505)                             | 292. Tromarey (70509)                                   |
| 293. Trésilley (70507)                           | 294. Vadans (70510)                      | 295. Vaite (70511)                                    | 296. Vaivre-et-Montoille (70513)                        |
| 297. Le Val-Saint-Éloi (70518)                   | 298. Valay (70514)                       | 299. Vallerois-Lorioz (70517)                         | 300. Vallerois-le-Bois (70516)                          |
| 301. Vandelans (70519)                           | 302. Vanne (70520)                       | 303. Vantoux-et-Longevelle (70521)                    | 304. Varogne (70522)                                    |
| 305. Vars (70523)                                | 306. Vauchoux (70524)                    | 307. Vauconcourt-Nervezain (70525)                    | 308. Vaux-le-Moncelot (70527)                           |
| 309. Velesmes-Échevanne (70528)                  | 310. Velet (70529)                       | 311. Velle-le-Châtel (70536)                          | 312. Velleclaire (70531)                                |
| 313. Vellefaux (70532)                           | 314. Vellefrey-et-Vellefrange (70533)    | 315. Vellefrie (70534)                                | 316. Velleguindry-et-Levrecey (70535)                   |
| 317. Vellemoz (70538)                            | 318. Vellexon-Queutrey-et-Vaudey (70539) | 319. Velloreille-lès-Choye (70540)                    | 320. Venisey (70545)                                    |
| 321. Venère (70542)                              | 322. Vereux (70546)                      | 323. Vernois-sur-Mance (70548)                        | 324. La Vernotte (70549)                                |
| 325. Vesoul (70550)                              | 326. Vezet (70551)                       | 327. Villars-le-Pautel (70554)                        | 328. Villefrancon (70557)                               |
| 329. La Villeneuve-Bellenoye-et-la-Maize (70558) | 330. Villeparois (70559)                 | 331. Villers-Bouton (70560)                           | 332. Villers-Chemin-et-Mont-lès-Étrelles (70366)        |
| 333. Villers-Pater (70565)                       | 334. Villers-Vaudey (70568)              | 335. Villers-le-Sec (70563)                           | 336. Villers-sur-Port (70566)                           |
| 337. Vilory (70569)                              | 338. Vitrey-sur-Mance (70572)            | 339. Volon (70574)                                    | 340. Voray-sur-l'Ognon (70575)                          |
| 341. Vougécourt (70576)                          | 342. Vregille (70578)                    | 343. Vy-le-Ferroux (70580)                            | 344. Vy-lès-Filain (70583)                              |
| 345. Vy-lès-Rupt (70582)                         | 346. Échenoz-la-Méline (70207)           | 347. Échenoz-le-Sec (70208)                           | 348. Écuelle (70211)                                    |
| 349. Équevilley (70214)                          | 350. Étrelles-et-la-Montbleuse (70222)   | 351. Étuz (70224)                                     |                                                         |